# Tijeras (Nuovo Messico)
Tijeras è un villaggio degli Stati Uniti d'America, situato nello stato del Nuovo Messico, nella contea di Bernalillo.